# Erich Kobler
Erich Kobler (* 3. November 1910; † nicht ermittelt) war ein deutscher Filmregisseur, Filmeditor und Drehbuchautor.

## Leben
Kobler widmete sich in den 1930er- und 1940er-Jahren dem Filmschnitt und war zudem bei einigen Spielfilmen, unter anderem in Frau Sylvelin (1938), Regieassistent. Ende der 1940er- bis Ende der 1950er-Jahre führte er in Krach im Hinterhaus (1949), Nach Regen scheint Sonne (1949), Die Heinzelmännchen (1956) und Rübezahl – Herr der Berge (1957) Regie und schrieb auch das Drehbuch. In dem Aufklärungsfilm mit Spielhandlung von 1951 Eva und der Frauenarzt lag die Regie ebenfalls in seinen Händen. 
Kobler übernahm auch in diversen weiteren Produktionen, unter anderem in den Märchenfilmen Schneewittchen (1955) und Schneeweißchen und Rosenrot (1955) von Schongerfilm die Regie. Bis Ende der 1970er Jahre ist Erich Kobler mit Wohnsitz in München nachweisbar.

## Filmografie (Auswahl)
- 1934: Einmal eine große Dame sein (Regieassistent)
- 1935: Der höhere Befehl
- 1936: Das Hofkonzert
- 1938: Frauen für Golden Hill (Schnitt)
- 1938: Großalarm (Schnitt)
- 1938: Gastspiel im Paradies (Regieassistent und Schnitt)
- 1938: Frau Sylvelin (Schnitt)
- 1940: Kora Terry (Schnitt)
- 1941: Anschlag auf Baku (Schnitt)
- 1944: Die Frau meiner Träume
- 1949: Krach im Hinterhaus (Regie und Drehbuch)
- 1949: Nach Regen scheint Sonne (Regie und Drehbuch)
- 1951: Eva und der Frauenarzt (Regie)
- 1954: Begegnung in Rom (Regie)
- 1955: Schneeweißchen und Rosenrot (Regie)
- 1955: Schneewittchen (Regie)
- 1956: Die Heinzelmännchen (Regie und Drehbuch)
- 1957: Rübezahl – Herr der Berge (Regie und Drehbuch)
- 1965: Sie schreiben mit (TV-Serie, mehrere Folgen)